# Црква брвнара Св. Архангела Михаила у Тршићу
Црква брвнара Св. Архангела Михаила у Тршићу, насељеном месту на територији града Лознице и у родном месту Вука Караџића, подигнута је у периоду од 1999. до 2003. године, као прва тршићка богомоља. Припада Епархији шабачкој Српске православне цркве.
Црква брвнара у Тршићу је новосаграђена грађевина на саборишту, где се традиционално одржава Вуков сабор, подигнута према пројекту архитекте Ранка Финдрика, димензија 5,32x10,43 метра. Рађена је по узору на цркве брвнаре које су радили мајстори Осаћани у време Вуковог живота.
Звоник је подигнут 1994. године, такође по пројекту Ранка Финдрика, на месту ранијег звоника, који је био део сценографије за позоришну представу У славу Вука одигране за велику прославу Два века Вука, 1987. године.
Цркву је освештао Епископ шабачко-ваљевски Лаврентије 14. септембра 2003. године у оквиру завршне свечаности 69. Вуковог сабора.